# (29845) Wykrota
(29845) Wykrota est un astéroïde de la ceinture principale.

## Description
(29845) Wykrota est un astéroïde de la ceinture principale. Il fut découvert le 22 mars 1999 à l'observatoire Wykrota par Cristóvão Jacques. Il présente une orbite caractérisée par un demi-grand axe de 2,41 UA, une excentricité de 0,16 et une inclinaison de 13,9° par rapport à l'écliptique.

## Compléments